# Монгуш, Андрей Алдын-оолович

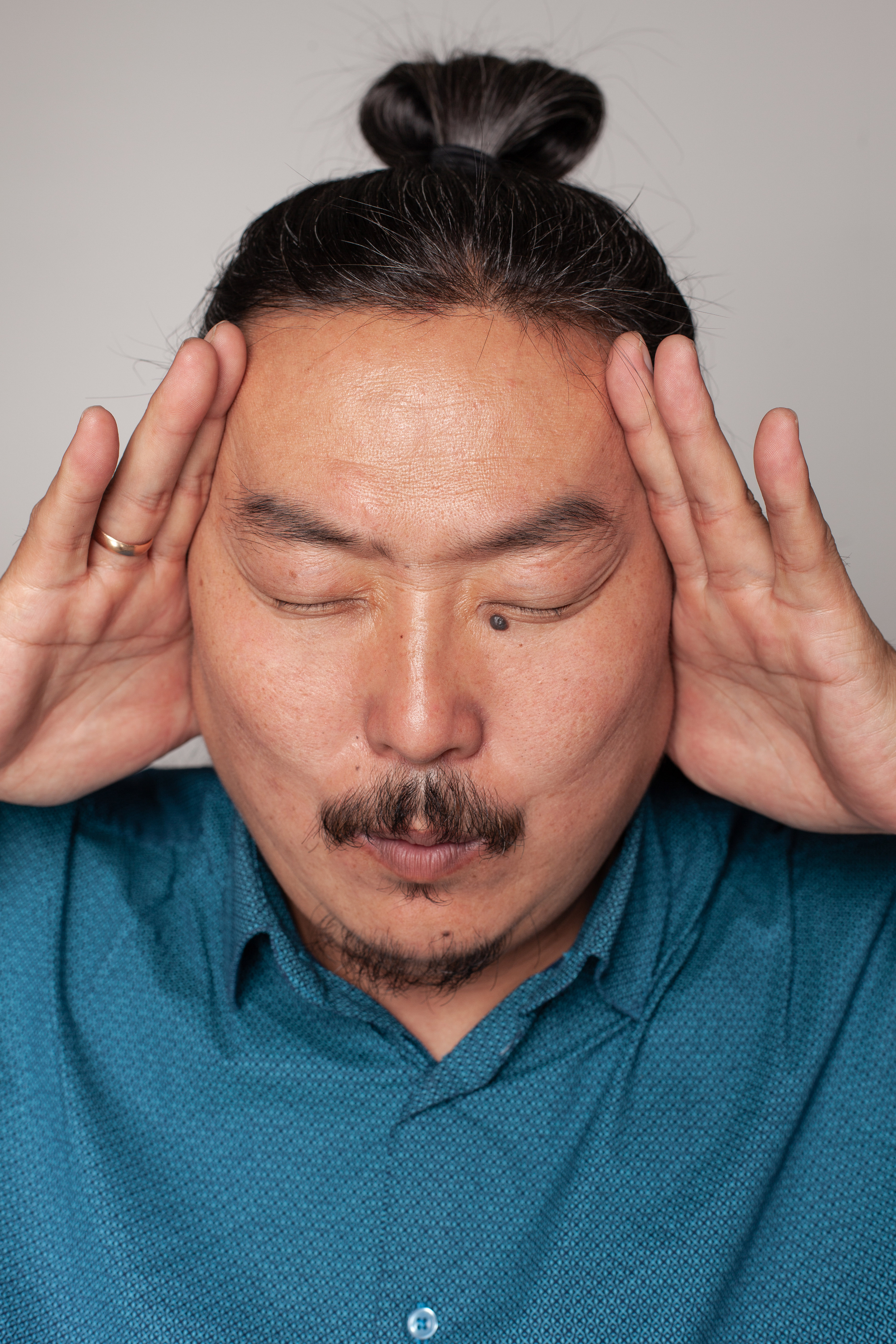
Андрей Монгуш 2018 (Фото Дуу-Дарый Тюлюш)

Андрей Алдын-оолович Монгуш (род. 11 декабря 1976) — Заслуженный артист Республики Тыва (2006), Народный хоомейжи Республики Тыва (2007). Народный артист Республики Тыва (2024). Депутат Хурала представителей города Кызыла четвёртого созыва (2013—2018 гг.). Работает заместителем директора ГБУ «Центр развития тувинской традиционной культуры и ремёсел».

## Биография
Монгуш Андрей Алдын-оолович родился 11 декабря 1976 года в селе Эрзин Эрзинского района Тувинской АССР в семье молодых сельских педагогов. В 1980 году его родителей по работе переводят в г. Чадан, там же в 1991 году он заканчивает среднюю школу.
В 1991 году А. А. Монгуш заканчивает среднюю школу г. Чадана и с 1991 по 1993 г. числится студентом среднего профессионально-технического училища №6 г. Чадана, по окончании которого получает профессию «Механизатор животноводства широкого профиля» (фермер-арендатор).
В 1993 году Монгуш А. А. студент Кызылского училища искусств им. А. Б. Чыргал-оола по специальности «Тувинские национальные инструменты» класс «Чадаган», которое успешно заканчивает в 1997 г., обучаясь у талантливого преподавателя класса хоомея Ондар Конгар-оол Борисович, Монгуш Владимира Успуновича.
В 1999 году он поступает в Тувинский государственный университет, на факультет родного языка и литературы, который успешно заканчивает в 2004 году по специальности «Учитель тувинского языка».
Трудовую деятельность Андрей Монгуш в качестве педагога еще будучи студентом. По приглашению коллектива школы-гимназии № 5 г. Кызыла, он начинает работать в качестве руководителя кружка по хоомею. В школе он основал детский фольклорный ансамбль «Салгал» и воспитал четыре поколения молодых исполнителей тувинского горлового пения.
Педагогическую деятельность он совмещал с активной творческой работой. Так, в 1996 году он в составе ансамбля «Сибирский сувенир» работал и выступал с концертами во Франции.
С 1997 по 2003 г. — член группы «Чиргилчин» и успешно выступает в составе известной фольклорной группы.
В 1999 году, по приглашению Красноярского камерного хора «Академия», участвует в различных фестивалях и в концертах в таких городах, как: Нью-Йорк, Бостон, Чикаго.
С 1999 по 2000 г. по приглашению Красноярского камерного хора «Академия», участвовал в различных фестивалях и в концертах в Нью-Йорке, Бостоне, Чикаго.
В 2000 году участвовал в Международном фестивале в Японии; в 2003-2005 годах работал в составе фольклорной группы «Хуун-Хуур-Ту», объездив почти все страны Европы, Тайвань, США, Исландию, остров Реюньон, находящийся в составе Франции.
В 2000 году участвовал в Международном фестивале в Японии, вместе с Надеждой Куулар и группой «Тыва кызы».
С 2007 года он возглавил группу «Хогжумчу». В 2009 г. в качестве исполнителя во главе фольклорного ансамбля «Хогжумчу» Андрей Монгуш был специально приглашен в проект «Открытый мир», который по ныне реализуется под эгидой Библиотеки Конгресса США, направленный на установление партнерских отношений между российскими и американскими специалистами. 
В 2010 г. Андрей Монгуш по приглашению Региональной Общественной Организации композиторов и музыковедов Музыкального Фонда Санкт-Петербурга в лице этнографа, певца, автора песен и музыкального продюсера Сергея Николаевича Старостина принял участие в российской премьере вокальной опере-импровизации Бобби Макферрина в Московском международном Доме музыки.
С 2014 года начал работать художественным руководителем Центра тувинской культуры, является солистом Тувинского национального оркестра, а также активно продолжает свою педагогическую деятельность.
В 2015 г. в Объединённых Арабских Эмиратах с большим успехом прошел совместный музыкальный концерт пианиста, композитора и аранжировщика, охватывающий своим творчеством разнообразие жанров, Майка Дель Ферро и Андрея Монгуша. Следует отметить то, что Майк Дель Ферро является не только другом, но и поклонником творчества Андрея Алдын-ооловича Монгуша, их творческий тандем в 2016 повторно выступил на территории Российской Федерации в Республике Тыва.
Андрей Монгуш не только музыкант, композитор, но и автор текстов песен. На его слова написаны множество замечательных песен различного жанра и характера. В развитии тувинской культуры и искусства немаловажное значение имеет то, что Монгуш А. А., как член Творческого Союза писателей в Республики Тыва и Творческий Союз композиторов Республики Тыва, активно сотрудничает с представителями профессионального искусства, и является автором многих известных песен, посвященных теме любви к родине как «Өпей ыры» («Колыбельная»), «Салгалдар» («Поколения»). На его слова написаны множество замечательных песен различного жанра и характера. 2011 г. выходит его первый сборник стихов и песен «Кавайымны ыры ааткан» («Колыбель мою качала песня»).
В апреле 2003 года указом Правительства базе Министерства культуры Республики Тыва был создан Тувинский национальный оркестр. Сегодня Тувинский национальный оркестр – яркий, узнаваемый, ставший культурным брендом Республики Тыва коллектив, заслуженно занимающий достойное место среди ведущих коллективов региона. Его основная задача - сохранение и развитие традиций исполнительства на тувинских традиционных музыкальных инструментах, воспитание подрастающего поколения в духе патриотизма и любви к своему родному языку и культуре. Так был взят курс на развитие музыкального фольклора тувинского народа. Но на первых порах у только что сформированного творческого коллектива, продолжавшего пополняться талантливыми музыкантами, среди которых был и Монгуш А. А., но не было репертуара. Всего ему принадлежит более 40 оркестровых и авторских произведений, обработок народных мелодий и песен, таких как «Доруг-Дайым», «Дын-на чаңгыс» («Единственный»), «Кудайга чалбарыг» («Молитва небесам»), «Манчүрээмни» (название реки в Сут-Хольском районе Республики Тыва), «Сылдыс-Шокар» («Звездно-пегий»), «Тоол» («Сказка») (Диплом I степени фестиваля-конкурса ансамблей и оркестров народных инструментов - г. Красноярск, 2004 г.), «Тыва черим» («Моя тувинская земля»), «Тыва чуртум найыралы» («Дружба моей Тувы»), «Тывам» («Моя Тува»), «Тывамга йөрээл» («Благопожелания моей Туве»), «Тыным алган аъдым» («Конь, спасший мою жизнь»), «Чер, Дээрниң йөрээли» («Благопожелания Земли, Неба»), «Шагаавыста» (Шагаа – Новый год по лунному календарю, перевод «Во время Шагаа»), «Чуртталганың төөгүзү» («История жизни»), «Хамның алгыжы» («Благословение шамана»), «Кожамык» («Частушки»), «Артыы-Сайыр» (название местности в Республике Тыва), «Эрге-шөлээ биске турда» «Эрткен үе» («Воспоминания»), «Эткин үе» («Битва маралов») (удостен Гран-ПРИ Улан-Удэ, 2006) и др. Музыка для Национального оркестра, несомненно, является важнейшей составляющей творческого наследия любого профессионального композитора. Так, с 2003 по 2021 годы репертуар оркестра был составлен более чем наполовину из работ Монгуш А. А. 
В 1999 году он поступает в Тувинский государственный университет, на факультет родного языка и литературы, который он успешно заканчивает в 2004 году. В его творчестве музыка и поэзия неразрывно связаны между собой. С первых дней создания Тувинского национального оркестра в 2003, Андрей был солистом оркестра, а затем и художественным руководителем.
Музыкант известен и исследовательской работой, его называют реаниматором забытых мелодий, народных песен. Песня тувинцев Цэнгел сумона Монголии «Мен — тыва мен» благодаря Андрею Монгушу стала известна в Туве и любима.
Дискография
В 2001 г. Его Святейшество XIV Далай-лама прилетает с визитом в Эстонию, где духовного лидера буддистов, встречает Андрей Монгуш в составе делегации из России. Под вдохновением от встречи с Его Святейшеством Андрей Монгуш записывает диск «Тõva kõrilaul» («Тувинское горловое пение»), который выпускает там же в Эстонии. В диск вошли самые лучшие образцы нематериального духовного наследия тувинского народа – устный и музыкальный фольклор.
В 2002 г. он выпускает совместный альбом с Заслуженным артистом Республики Тыва Игорем Кошкендеем.
В 2004 г. в США выходит совместный альбом американской блюз, фолк, джаз группы Hazmat Modine и легендарного тувинского ансамбля «Хун-Хурту», в составе которого тувинское горловое пение исполнял Андрей Монгуш. Слияние столь разрозненных стилей были удостоены высокой оценки критиков, что позволило выпустить диск еще раз.
В 2004 г. в Санкт-Петербурге Андрей Монгуш выпускает альбом под названием «Алтай-Саян Танды-Уула» в составе фольклорного ансамбля «Хун-Хурту». В альбом вошли его авторские композиции, посвященные теме родины и традиционные тувинские благопожелания мира, гармонии и процветания во всем мире.
2009 г. Андрей Монгуш выпускает в США диск с группой «Хѳгжүмчү» с записью грандиозного концерта в рамках проекта «Открытый мир», направленный на установление партнерских отношений между российскими и американскими специалистами в области культуры и искусства, реализуемый под эгидой Библиотеки Конгресса США.
В 2013 г. выходит сольный диск «Алдын хүнүм – аяс дээрим» («Золотое солнце мое – безмятежное небо»).
В 2017 г. по приглашению знаменитого японского исполнителя и композитора Коити Макигами, который является поклонником тувинской традиционной культуры, Андрей Монгуш дал несколько концертов в Японии и выпускает в стране восходящего солнца диск «Тыва хөөмей».
В 2018 г. выходит диск Тувинского национального оркестра, художественным руководителем и солистом которого на тот момент являлся Андрей Монгуш. Написанное им музыкальное произведение «Тыным алган аъдым», посвященное 65 годовщине Победы в Великой Отечественной войне, прочно вошло в репертуар Национального оркестра. Глубокое по смысловой нагрузке «Тыным алган аъдым» стало любимым произведением народа.
С 2014 года начал работать художественным руководителем Центра тувинской культуры, является солистом Тувинского национального оркестра, а также активно продолжает свою педагогическую деятельность.
Близкие, друзья, коллеги и ученики отмечают его любовь к труду, неутомимую энергию, огромный талант. Андрей Алдын-оолович внес достойный вклад в развитие образования, культуры, науки и межэтнических отношений Республики Тыва, являясь ярким примером для подражания для тех, кто выбрал путь педагога, поэта, исследователя традиционной культуры, любую творческую профессию, которая предполагает полную самоотдачу.Женат, имеет троих сыновей.

## Награды и звания
- Заслуженный артист Республики Тыва (2006)
- Народный хоомейжи Республики Тыва (2007)[1]
- Памятная юбилейная медаль Республики Тыва в ознаменование 100-летия единения России и Тувы и 100-летия основания г. Кызыла (2014) — за достигнутые успехи и многолетний добросовестный труд[2]
- Государственная премия Главы Республики Тыва «Гордость народа Тувы» — «Тыва чоннун чоргааралы» (2019)[3]
- Народный артист Республики Тыва (2024)[4]